# Magda Lojk
Magda Lojk, slovenska mladinska pisateljica, dramaturginja, slavistka in sociologinja kulture, * 26. avgust 1980, Novo mesto.

## Življenjepis
Leta 1980, se je rodila Marici in Janezu Lojku. Ima dve sestri, Damjano in Urško. Osnovno šolo je obiskovala v Stopičah, nato se je šolala na Gimnaziji Novo mesto. Po končani gimnaziji se je vpisala na AGRFT, smer dramaturgija, in kasneje še na Filozofsko fakulteto, smer slovenski jezik s književnostjo in sociologija kulture.
Magda Lojk je začela s pisanjem svoje prve pravljice Dnevnik pajka Francija že proti koncu srednje šole. Za ustvarjanje pravi, da sicer ni bilo nikogar, ki bi jo zanj kaj posebej navdušil, mogoče pa ima največ zaslug za to njena učiteljica slovenščine v osnovni šoli, ki je znala zanimivo prikazati čare jezika in književnosti. Odločitev za pisanje zgodbe o pajku Franciju je prišla precej spontano nekega večera, vendar po njenih besedah to ni bila odločitev, da bo od tedaj naprej pisateljica mladinske književnosti; bila je zgolj odločitev, da ubesedi neko idejo o nekem junaku.
Pisateljica ima svoj način pisanja in nima kakšnega vzorca, po katerem bi pisala. Zgodbo, ki jo obsede, mora realizirati kar po svoje, drugače noče na papir. Zelo všeč pa so ji zgodbe Svetlane Makarovič, Frana Milčinskega Ježka, všeč so ji nekatere otroške pesmi Zvezdane Majhen, pa tudi neprizanesljivost ljudskih pravljic.
Do sedaj je Magda Lojk napisala dve prikupni zgodbi, in sicer Dnevnik pajka Francija ter Copati gresta na potep. Zanimalo me je, ali se je omejila le na mladinsko književnost, vendar pravi, da se prepušča trenutnemu navdihu in »slučajni« potrebi po tem, da zapiše kakšno zgodbo, nima pa nobenih posebnih načrtov ali nuje, da mora pisati. Pravi, da jo včasih zamika napisati kaj bolj odraslega, a verjetno še ni bilo pravega časa, pravega trenutka in resne odločitve.
Pisateljica trenutno pripravlja zanimivo pravljico, v kateri sta glavna junaka boben in zajec. Njen življenjski načrt je usklajen s pravljicami, ki jih piše: živeti srečno do konca svojih dni.